# Tuffi ai campionati mondiali di nuoto 2022 - Trampolino 1 metro femminile
La gara dei tuffi dal trampolino 1 metro femminile dei campionati mondiali di nuoto 2022 è stata disputata il 29 giugno 2022 presso la Duna Aréna di Budapest. La gara, a cui hanno preso parte 46 atlete provenienti da 29 nazioni, si è svolta in due turni, in ognuno dei quali l'atleta ha eseguito una serie di cinque tuffi.
La competizione è stata vinta dalla tuffatrice cinese Li Yajie, mentre l'argento e il bronzo sono andati rispettivamente alla statunitense Sarah Bacon e alla canadese Mia Vallée.

## Programma
| Data           | Ora (UTC+2) | Turno       |
| -------------- | ----------- | ----------- |
| 29 giugno 2022 | 10:00       | Preliminari |
| 29 giugno 2022 | 17:00       | Finale      |

## Risultati
| Pos.    | Atleta               | Nazionalità   | Preliminari | Preliminari | Finale          | Finale          |
| Pos.    | Atleta               | Nazionalità   | Punti       | Pos.        | Punti           | Pos.            |
| ------- | -------------------- | ------------- | ----------- | ----------- | --------------- | --------------- |
| Oro     | Li Yajie             | Cina          | 278,95      | 1           | 300,85          | 1               |
| Argento | Sarah Bacon          | Stati Uniti   | 257,15      | 3           | 276,65          | 2               |
| Bronzo  | Mia Vallée           | Canada        | 249,60      | 9           | 276,60          | 3               |
| 4       | Chiara Pellacani     | Italia        | 251,05      | 7           | 269,25          | 4               |
| 5       | Georgia Sheehan      | Australia     | 252,90      | 6           | 260,95          | 5               |
| 6       | Grace Reid           | Gran Bretagna | 254,85      | 4           | 257,50          | 6               |
| 7       | Jette Müller         | Germania      | 249,45      | 10          | 256,15          | 7               |
| 8       | Michelle Heimberg    | Svizzera      | 253,10      | 5           | 255,60          | 8               |
| 9       | Margo Erlam          | Canada        | 250,75      | 8           | 246,10          | 9               |
| 10      | Brooke Schultz       | Stati Uniti   | 246,45      | 11          | 244,20          | 10              |
| 11      | Emilia Nilsson       | Svezia        | 262,95      | 2           | 241,05          | 11              |
| 12      | Emma Gullstrand      | Svezia        | 246,10      | 12          | 225,55          | 12              |
| 13      | Elena Bertocchi      | Italia        | 246,05      | 13          | Non qualificate | Non qualificate |
| 14      | Esther Qin           | Australia     | 243,20      | 14          | Non qualificate | Non qualificate |
| 15      | Yasmin Harper        | Gran Bretagna | 241,50      | 15          | Non qualificate | Non qualificate |
| 16      | Daphne Wils          | Paesi Bassi   | 236,90      | 16          | Non qualificate | Non qualificate |
| 17      | Saskia Oettinghaus   | Germania      | 236,55      | 17          | Non qualificate | Non qualificate |
| 18      | Kim Su-ji            | Corea del Sud | 234,95      | 18          | Non qualificate | Non qualificate |
| 19      | Arantxa Chávez       | Messico       | 231,60      | 19          | Non qualificate | Non qualificate |
| 20      | Kaja Skrzek          | Polonia       | 228,20      | 20          | Non qualificate | Non qualificate |
| 21      | Diana Pineda         | Colombia      | 226,25      | 21          | Non qualificate | Non qualificate |
| 22      | Daniela Zapata       | Colombia      | 222,50      | 22          | Non qualificate | Non qualificate |
| 23      | Lauren Hallaselkä    | Finlandia     | 222,30      | 23          | Non qualificate | Non qualificate |
| 24      | Maha Gouda           | Egitto        | 221,30      | 24          | Non qualificate | Non qualificate |
| 25      | Anna Lucia Rodrigues | Brasile       | 220,25      | 25          | Non qualificate | Non qualificate |
| 26      | Maha Eissa           | Egitto        | 217,40      | 26          | Non qualificate | Non qualificate |
| 27      | Aleksandra Błażowska | Polonia       | 216,15      | 27          | Non qualificate | Non qualificate |
| 28      | Ong Ker Ying         | Malaysia      | 214,60      | 28          | Non qualificate | Non qualificate |
| 29      | Gladies Haga         | Indonesia     | 214,00      | 29          | Non qualificate | Non qualificate |
| 30      | Nais Gilles          | Francia       | 213,40      | 30          | Non qualificate | Non qualificate |
| 31      | Džeja Patrika        | Lettonia      | 213,35      | 31          | Non qualificate | Non qualificate |
| 32      | Madeline Coquoz      | Svizzera      | 206,35      | 32          | Non qualificate | Non qualificate |
| 33      | Clare Cryan          | Irlanda       | 203,60      | 33          | Non qualificate | Non qualificate |
| 34      | Bailey Heydra        | Sudafrica     | 200,45      | 34          | Non qualificate | Non qualificate |
| 35      | Luana Lira           | Brasile       | 198,20      | 35          | Non qualificate | Non qualificate |
| 36      | Natalia Mayorga      | Messico       | 195,55      | 36          | Non qualificate | Non qualificate |
| 37      | Estilla Mosena       | Ungheria      | 194,15      | 37          | Non qualificate | Non qualificate |
| 38      | Helle Tuxen          | Norvegia      | 189,55      | 38          | Non qualificate | Non qualificate |
| 39      | Cho Eun-bi           | Corea del Sud | 187,75      | 39          | Non qualificate | Non qualificate |
| 40      | Emma Veisz           | Ungheria      | 187,50      | 40          | Non qualificate | Non qualificate |
| 41      | Maggie Squire        | Nuova Zelanda | 185,50      | 41          | Non qualificate | Non qualificate |
| 42      | Zalika Methula       | Sudafrica     | 184,20      | 42          | Non qualificate | Non qualificate |
| 43      | Ana Ricci            | Perù          | 178,05      | 43          | Non qualificate | Non qualificate |
| 44      | Caroline Kupka       | Norvegia      | 161,80      | 44          | Non qualificate | Non qualificate |
| 45      | Lai Yu-yen           | Taipei cinese | 145,70      | 45          | Non qualificate | Non qualificate |
| -       | Alisa Zakaryan       | Armenia       | Ritirata    | Ritirata    | Ritirata        | Ritirata        |